# Fairfield horseshoe
Fairfield Horseshoe è una classica passeggiata circolare che comincia a Rydal o Ambleside nel Lake District e comprende tutte le montagne che circondano la valle di Rydal Beck.
La passeggiata è molto popolare e segue percorsi ben definiti e non difficili; tuttavia, si dovrebbe far attenzione sulla vetta di Fairfield a causa della scarsa visibilità e l'altopiano di quella montagna è molto piatto e ci si può confondere, con il pericolo di cadute ripide a nord e ad ovest. La parte ad est della passeggiata da Low Sweden Bridge vicino Ambleside verso i pendii di Hart Crag segue la parete di muro a secco per sei chilometri, rendendo il percorso semplice anche in caso di cattivo tempo.
C'è un Fairfield Horseshoe Fell Race, che ha luogo annualmente a maggio, dal 1966 organizzato dalla Lake District Mountain Trial Association. Questa gara e lunga 14 kilometri con 900 metri di salita. L'attuale record è detenuto da Mark Roberts che nel 2000 finì il percorso in 75 minuti e 11 secondi.
Le passeggiate a ferro di cavallo sono lunghe 16 kilometri totali con 1.100 metri di risalite e comprendono le seguenti montagne:
- Low Pike (508 metri)
- High Pike (656 metri)
- Dove Crag (792 metri)
- Hart Crag (822 metri)
- Fairfield (873 metri)
- Great Rigg (766 metri)
- Heron Pike (612 metri)
- Nab Scar (440 metri)